# Puk Scharbau
Puk Scharbau (født 6. maj 1969 i Søborg) er en dansk direktør og skuespillerinde.
Scharbau blev uddannet fra Skuespillerskolen ved Odense Teater i 1993. Senere har hun taget Master i International business  coaching en bachelorgrad i medier og retorik
og er certificeret ledelses- og proceskonsulent fra DISPUK.
I somrene 1991-1993 studerede hun den såkaldte Suzuki-metode hos den japanske instruktør Tadashi Suzuki, og blev autoriseret underviser i metoden. Hun debuterede i forestillingen The Medium i Japan i 1993, og fik sin danske debut som Vulva i Efter orgiet på Odense Teater. Siden har hun været freelance med opgaver på bl.a. Husets Teater, Café Teatret, Edison, Betty Nansen Teatret og Nørrebros Teater.
Hun indledte sin filmkarriere i 1995 med hovedrollen i filmatiseringen af Lise Nørgaards erindringer, Kun en pige, hvilket samtidig blev hendes folkelige gennembrud. Rollen gav hende både Bodilprisen for bedste kvindelige hovedrolle og en Robert for årets kvindelige hovedrolle.
I 1998 spillede Puk Scharbau med i sci-fi-komedien Skyggen sammen med Lars Bom. I filmen spillede hun rollen som "Miauv." Senere har hun udtalt om rollen: "Der er en lugt af rodet lejlighed og utømt kattebakke over Miauv." 
Fra ca 2002 har hun virket som kommunikationsrådgiver og kommunikationskonsulent, og hun er i dag direktør i konsulentfirmaet Wiser Communication.  

## Filmografi
| - Kun en pige (1995) - Skyggen (1998) - Albert (1998) - Unge Andersen (2005) - Frygtelig lykkelig (2008) - Vølvens forbandelse (2009) | - Bryggeren (1996-1997) - TAXA (1997-1999) - Rejseholdet (2000-2003) - Hotellet (2000-2002) - Wallander – Fotografen (2006) - 2900 Happiness (2007) - Forbrydelsen II (2009) - Broen (2011-2013) - Lillemand – Gaven (2015) |

## Danske Stemmer
- Toy Story 2 - Jessie
- Toy Story 3 - Jessie
- Star Wars: The Clone Wars - Asajj Ventress
- Kung Fu Panda - Hugorm
- Kung Fu Panda 2 - Hugorm
- E.T. - Mary
- Jensen & Jensen - Brunetta
- Fremtidens Batman - Div. Roller
- Justice League - Giganta